# Gustave Gailly
Pour les articles homonymes, voir Gailly.
Gustave Gailly, né le 25 janvier 1825 à Charleville et mort le 6 octobre 1910 dans la même ville, est un industriel et homme politique français.

## Biographie

### Jeunesse
Gustave Gailly est né le 25 janvier 1825 à Charleville. Il est le premier enfant d’Auguste Ponce et de Florence de Taurines.
Il commence ses études au collège de Charleville et, après son baccalauréat, part étudier le droit à Paris afin de rentrer
dans la magistrature. Finalement, il abandonne ses études pour se lancer dans l’industrie.
Il se marie le 2 février 1857 avec Clémentine Godelle. Ils auront cinq enfants : Charles, Gustave-Henri, Marie, Berthe et Jeanne.

### Carrière industrielle
En 1848, à 23 ans, il crée une clouterie mécanique. Cinq ans plus tard, il fonde une société en nom collectif qui exploite un brevet de fabrication de clous à souliers. Cette société sera récompensée lors des Expositions universelles de Londres en 1862, de Paris en 1867, d'Amsterdam en 1869 et de Paris en 1878.
En août 1868, en association avec Jean-Baptiste Maljean, il fait l'acquisition des usines de Flize et de Boutancourt, productrices de fer et de tôles, pour alimenter la clouterie mécanique et l'usine de Saint Charles.

### Carrière politique

#### Tribunal du commerce
Sa carrière politique commence à la Chambre de commerce des Ardennes, où il est nommé juge au tribunal de commerce de Charleville, par décret impérial du 29 mai 1861, puis président du tribunal le 25 août 1865. Il en assurera la présidence jusqu'en 1870.

#### Maire de Charleville
Le 26 août 1870, il rentre au conseil municipal, et devient maire de Charleville trois mois plus tard. Le 1er janvier 1871, les Prussiens envahissent la ville. Face à la pression de l'occupant et à l'approche des élections législatives, il démissionne 15 jours plus tard. Son mandat n'aura finalement duré que 4 mois. Il est remplacé par son 1er adjoint Jules Millart. Gustave gardera un poste de conseiller municipal. En 1871, il est également élu conseiller général des Ardennes dans le canton de Charleville.

#### Député des Ardennes
Il est élu député des Ardennes le 9 février 1871. Il fait à l'assemblée plusieurs interventions remarquées. Il se rapproche d'Adolphe Thiers avec qui il entretient d'excellentes relations d'amitiés. Il est réélu le 20 février 1876 et le 14 octobre 1877. Siégeant au centre gauche, lors de la crise du 16 mai 1877, il est l'un des signataires du manifeste des 363.
Il occupera à l'assemblée nationale un poste de questeur.

#### Sénateur des Ardennes
Il est élu sénateur le 9 mai 1880 et succède à Charles Cunin-Gridaine. Il garde ce poste jusqu'en 1903 où il met fin à sa carrière politique.

## Décorations
- En 1878, Gustave Gailly est fait chevalier de la Légion d'honneur à l'occasion de l'Exposition universelle de Paris
- En 1880, Gustave Gailly est nommé chevalier de première Classe de l'ordre royal norvégien de Saint-Olaf par sa majesté Oscar II

## Divers

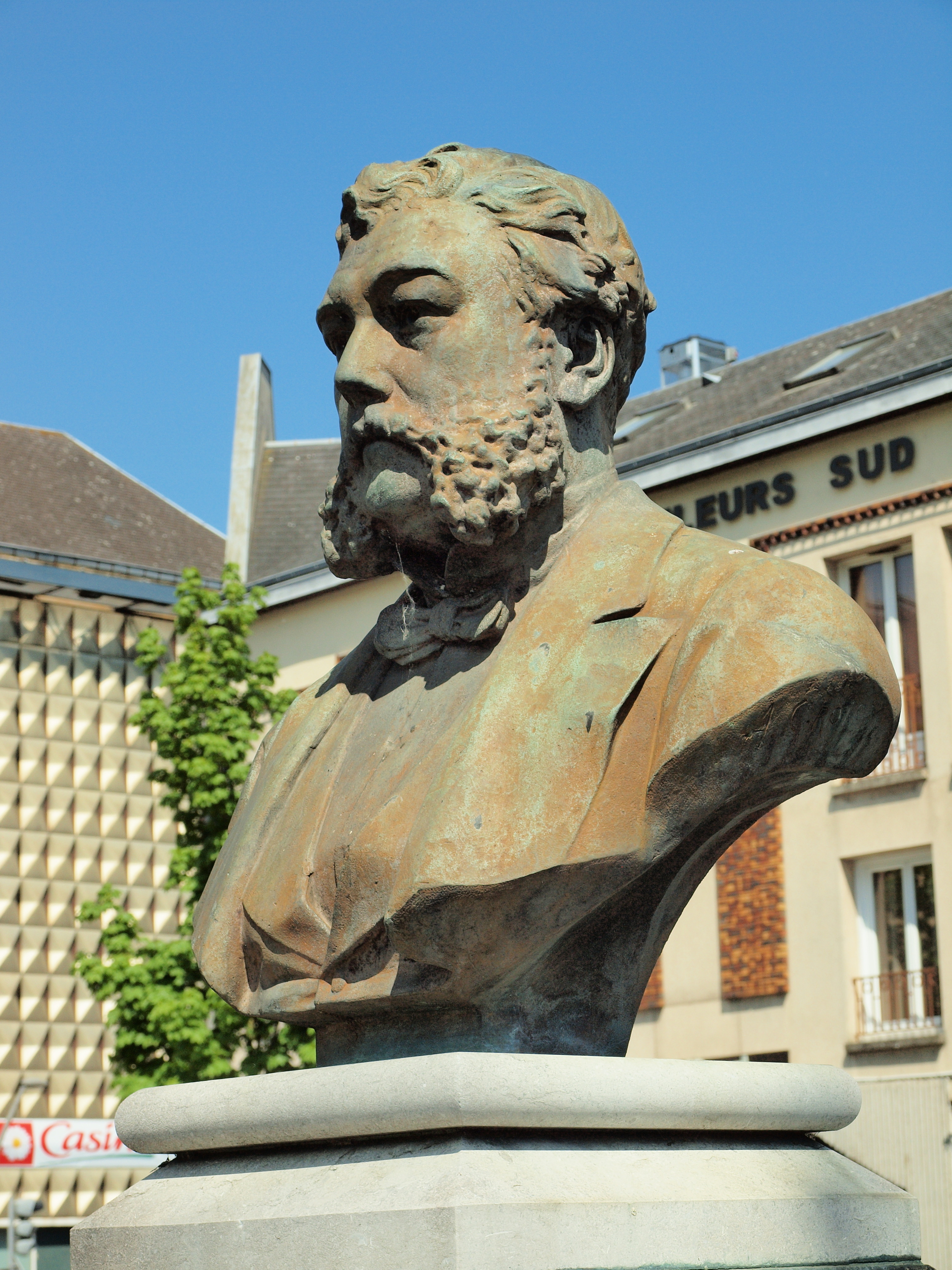
Buste de Gustave Gailly à Charleville-Mézières (Ardennes, France)

- À Charleville dans le parc de la Gare, on trouve un buste de Gustave Gailly
- Gustave Gailly a fondé l'association des anciens élèves de Charleville en 1880

## Sources
- « Gustave Gailly », dans Adolphe Robert et Gaston Cougny, Dictionnaire des parlementaires français, Edgar Bourloton, 1889-1891 [détail de l’édition]
- « Gustave Gailly », dans le Dictionnaire des parlementaires français (1889-1940), sous la direction de Jean Jolly, PUF, 1960 [détail de l’édition]